# Qualifications de la zone Océanie pour la Coupe du monde de rugby à XV 2011
Navigation
Qualifications coupe du monde 2007 Qualifications coupe du monde 2015
Les qualifications de la zone Océanie pour la Coupe du monde de rugby à XV 2011 opposent du 27 juin au 18 juillet 2009 sept équipes pour rejoindre la Nouvelle-Zélande, l'Australie, les Fijdi et les Tonga qualifiées d'office. Le vainqueur d'un match entre les  Samoa et le vainqueur du premier tour des qualifications obtient son billet pour la Coupe du monde 2011. Ces qualifications se disputent en parallèle de la Coupe d'Océanie, qui joue ici le rôle de premier tour.

## Liste des participants
| - Îles Cook - Îles Salomon |  | - Niue - Papouasie-Nouvelle-Guinée |  | - Tahiti - Vanuatu - Samoa |

## Premier tour

### Demi-Finales
Les îles Salomon et Tahiti se sont désengagés.
| Domicile                  | Score   | Extérieur |              |
| Domicile                  | Score   | Extérieur | Date         |
| ------------------------- | ------- | --------- | ------------ |
| Papouasie-Nouvelle-Guinée | 86 - 12 | Vanuatu   | 27 juin 2009 |
| Îles Cook                 | 29 - 7  | Niue      | 27 juin 2009 |

### Finale
| Dom                       | Score   | Ext       |                |
| Dom                       | Score   | Ext       | Date           |
| ------------------------- | ------- | --------- | -------------- |
| Papouasie-Nouvelle-Guinée | 29 - 21 | Îles Cook | 4 juillet 2009 |

## Deuxième tour
Les Samoa gagne 188-19 sur les deux matchs et se qualifient pour la coupe du monde.
| Dom                       | Score   | Ext                       |                 |
| Dom                       | Score   | Ext                       | Date            |
| ------------------------- | ------- | ------------------------- | --------------- |
| Samoa                     | 115 - 7 | Papouasie-Nouvelle-Guinée | 11 juillet 2009 |
| Papouasie-Nouvelle-Guinée | 12 - 73 | Samoa                     | 18 juillet 2009 |